# Ким Вон Гюн
Ким Вон Гюн (кор. 김원균?, 金元均?; 2 января 1917 — 5 апреля 2002) — корейский композитор, автор музыки государственного гимна КНДР.
До освобождения Кореи в 1945 году Ким Вон Гюн окончил три класса средней школы, трудился по рабочей специальности. Увлекался музыкой и изобразительным искусством. После освобождения родины стал профессиональным композитором, обучался музыке в СССР и Японии.
Герой Труда КНДР. Народный артист КНДР.

## Музыка
В 1945 году Ким Вон Гюн написал мелодию «Патриотической песни» — гимна в честь освобождения Кореи от японской оккупации, а уже через год на неё написал стихи Пак Се Ён. Композиция получила название «Эгукка» и в 1947 году была официально объявлена государственным гимном КНДР.
В 1946 году Ким Вон Гюн написал музыку к «Песне о полководце Ким Ир Сене» на слова Ли Чхана, ставшую одной из первых песен, прославляющих будущего президента КНДР. Песня стала популярной на долгие годы, так что даже спустя 70 лет после создания ей отводится почётное место в северокорейской пропаганде. Она размещена на Интернет-порталах КНДР и переведена на иностранные языки, включая русский.
«Песня о полководце Ким Ир Сене» получила международное признание. Президент Индонезии Сукарно после визита в КНДР в 1965 г. «советовал распространять эту песню в масштабе всей страны» и «устроил торжественный прием в честь руководителей разных стран, принявших участие в мероприятии по случаю празднования 10-годовщины конференции в Бандунге. На нем также торжественно звучала эта песня».
Вон Гюном также были написаны «Марш Кореи», «Марш демократической молодежи», «Песня Великого национального единства», «Песня о борьбе». Кроме того, его перу принадлежат мелодии песен «Восход солнца на горе Пэкту», «Идет вперед стальной отряд», «Мы мчимся вперед в духе Чхоллима», «Наш Верховный Главнокомандующий» и другие.

## Общественно-политическая деятельность
С 1954 года Ким Вон Гюн — глава Центрального комитета Союза корейских музыкантов, впоследствии — вице-президент и президент этого Союза.
С 1960 года — президент Пхеньянского университета музыки и танца.
С 1985 года — генеральный директор труппы революционной оперы «Море крови».
В 1990 году — председатель музыкального фестиваля за воссоединение Кореи.
Ким Вон Гюн был также председателем Национального музыкального комитета Кореи и почетным членом Международного музыкального совета.
Помимо своей музыкальной деятельности, Ким Вон Гюн был депутатом Верховного народного собрания (ВНС) КНДР девятого и десятого созывов, занимал руководящие должности в ВНС.

## Награды и память
За большой вклад в развитие северокорейской музыки Ким Вон Гюн был удостоен ордена Ким Ир Сена и почётных званий «Герой труда» и народный артист КНДР. Кроме того, он был объявлен лауреатом международной «Кимирсенской премии» и других наград.
После смерти композитора, вызванной сердечной недостаточностью, Ким Чен Ир послал венок на его гроб.
27 июня 2006 года имя Ким Вон Гюна присвоено Пхеньянской консерватории — учреждению высшего музыкально-художественного образования в КНДР.